# Hvor ligger Juleland?
Hvor ligger Juleland? er en børnefilm fra 2006 instrueret af Liller Møller.

## Handling
Karl Ludvig er en syv centimeter høj piberensernisse. Hver jul bliver han og hans piberenservenner taget frem af deres papæske og stillet op i et fint julelandskab med honningkagehus og vatsne – deres elskede 'Juleland'. Men en jul går det galt. Et vindpust fører Karl Ludvig væk fra sit trygge hjem – langt ud i den store, skræmmende verden udenfor. Fortabt og skrækslagen gennemlever Karl Ludvig nu sit livs store dannelsesrejse.